# Eduard Hlawaczek
Eduard Hlawaczek, celým jménem Eduard Joseph Hlawaczek (26. září 1808, Karlovy Vary – 29. prosince 1879, Karlovy Vary) byl lázeňský lékař a autor populární monografie o Karlových Varech, odborných prací, prózy a poezie. Zasloužil se o povolení vývozu karlovarských minerálních vod. Od roku 1871 vedl městskou knihovnu.

## Život
Eduard Hlawaczek se narodil v Karlových Varech 26. září 1808 v domě č. p. 314 Goldener Brunn (Zlatý pramen), který stával vedle Saského sálu (Grandhotel Pupp). Jeho otec Caspar Hlawaczek byl truhlářský mistr a výrobce pián, matka Katharina Hlawaczeková, roz. Hofmannová, pocházela z cínařské rodiny Franze Hofmanna. Některé zdroje uvádějí nesprávné datum narození 25. září 1808.
Gymnázium studoval v Ostrově a v Praze pak filozofický kurz, přípravu na následné lékařské studium. Univerzitní vzdělání získal na vídeňské, pražské a padovské univerzitě. V Padově dosáhl v roce 1834 doktorátu medicíny. V témže roce se vrátil do Karlových Varů a otevřel si praxi lázeňského lékaře, kterou zde provozoval 45  let.
Procestoval Německo, Itálii, Dánsko a Francii. K okruhu jeho přátel patřil mj. také Heinrich Heine, kterého poznal v letech 1839–1840 v Paříži.
Hlawaczek měl kladný vztah k českému obrozeneckému hnutí. V pozdějším letech se však svými názory odklonil od liberálních demokratických trendů a inklinoval ke konzervativnějšímu velkoněmeckému křídlu, jehož typickým představitelem byl v Karlových Varech doktor Gallus Hochberger.

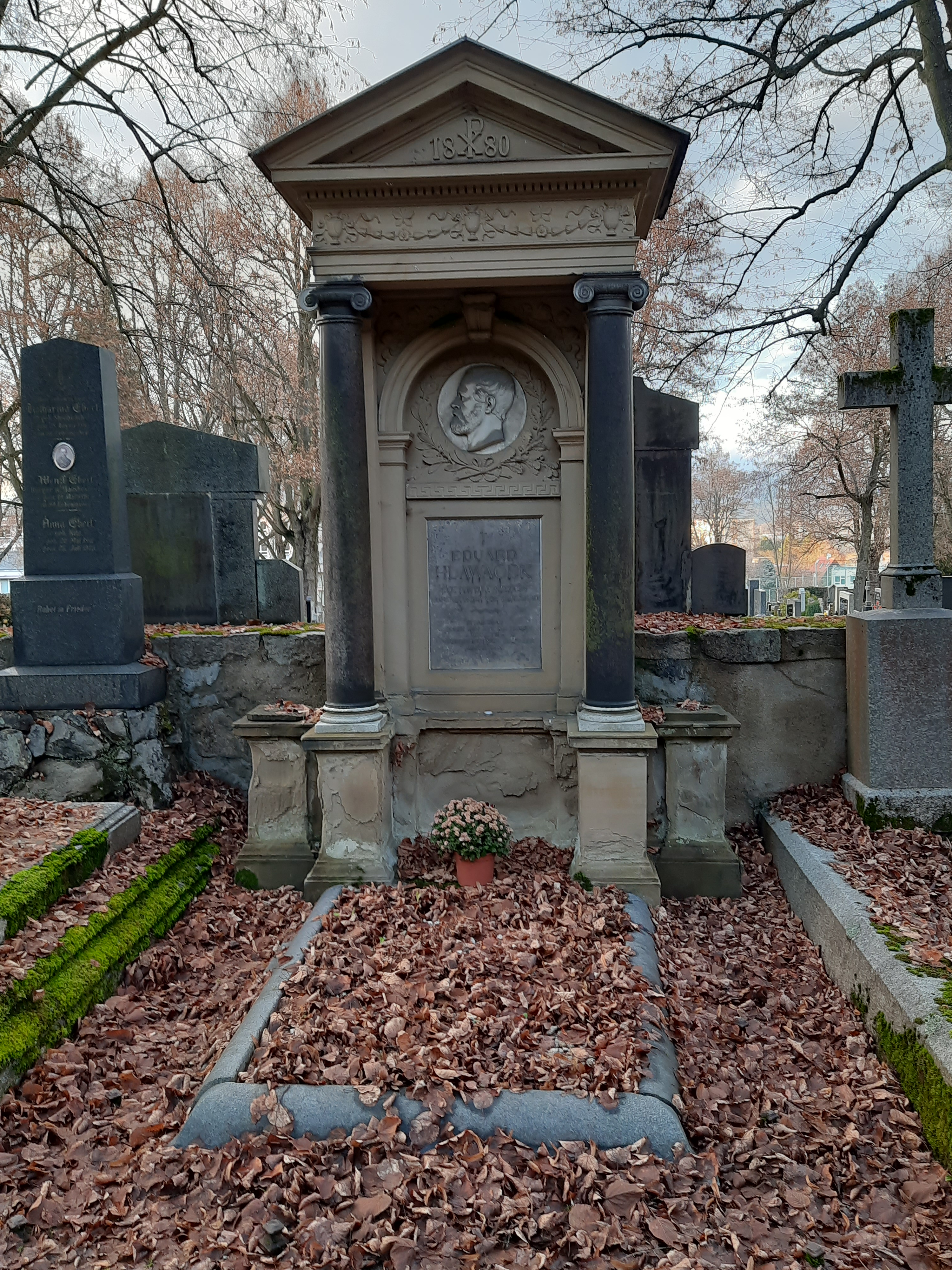
Hrobka Eduarda Hlawaczka na Ústředním hřbitově v Karlových Varech

Zemřel 29. prosince 1879 v Karlových Varech. Za příčinu úmrtí byla diagnostikována stařecká gangréna (Gangrena senilis). (Některé zdroje uvádějí nesprávné datum 30. prosince 1879.) Pohřeb se konal 2. ledna 1880. Hlawaczkův hrob se nachází na ústředním hřbitově v Drahovicích, na náhrobku je osazen mramorový reliéf od pražského sochaře Tomáše Seidana.

## Činnost a dílo

### Literární dílo
Eduard Hlawaczek byl literárně velmi činný. Psal práce o karlovarské léčbě a po léta přispíval do předních lékařských periodik Rakouska-Uherska. Kromě toho se věnoval i beletrii a poezii. Napsal několik menších novel a vydal svazek básní pod pseudonymem Edward.
Výběr z literárních děl:
- Karlsbad in medizinischer, pittoresker geselliger Beziheung – kniha je Hlawaczkovo hlavní dílo o Karlových Varech. Seznamuje s historií města a vývojem místního lázeňství. Její třetí část je psána formou průvodce, popisuje vycházky a výlety do karlovarského okolí se zdůrazněním jejich významu pro komplexnost léčby. Kniha byla velmi oblíbená, v letech 1838–1884 vyšla celkem čtrnáctkrát. (online) Kromě této monografie vydal Hlawaczek řadu menších průvodců Karlových Varů.

- Die Wasserheilkunde oder pharmakologisch-therapeutische Darstellung des gemeinen kalten und erwärmten Wassers und der sämtlichen Mineralwässer – vydáno ve Vídni v roce 1835 (online),
- Geschichte von Karlsbad – vydáno v roce 1839 (online),
- Über die Versendung des Mineralwassers von Karlsbad – vydáno v roce 1844,
- Karlsbad, seine Mineral-Quellen, Umgebungen und geselligen Verhältnisse – vydáno v Magdeburku roku 1854 (online),
- Abriß einer medizienische Geschichte von Karlsbad – vydáno v roce 1863,
- Gedichte – vydáno v roce 1874.

#### Publikace „Goethe in Karlsbad“
Hlawaczek byl jedním z prvních, kdo literárně zpracoval vztah německého básníka Johanna Wolfganga Goetha ke Karlovým Varům. Knihu nazval „Goethe in Karlsbad“, vydána byla roku 1877, 2. vydání vyšlo v roce 1883. Stala se základem pozdější rozsáhlé literatury týkající se kladného vztahu J. W. Goetha k lázeňskému městu. Výtěžek z knihy věnoval Hlawaczek na vybudování Goethova pomníku, který byl ale slavnostně odhalen až 5. července 1883, tedy více než tři a půl roku po Hlawaczekově smrti.

### Městská knihovna
Od roku 1871 až do konce života vedl Hlawaczek městskou knihovnu Karlových Varů.

### Vývoz karlovarské minerální vody
Velkou zásluhou Hlawaczeka pro město zůstane jeho úspěch při prosazení vývozu karlovarské minerální vody. Vývoz byl povolen a zahájen v roce 1844 a znamenal pravidelný příjem do městské pokladny.

## Ocenění
Eduard Hlawaczek obdržel čestné občanství města Karlovy Vary.
Jméno „EDUARD HLAWACZEK“ je zvěčněno v galérii slavných lékařů na průčelí Císařských lázní v Karlových Varech.